# سومباوا بارات
سومباوا بارات هو مجلس إندونيسي محلي، في إندونيسيا، يقع في نوسا تنقارا الغربية، بلغ عدد سكانه 132,130 نسمة، عاصمته Taliwang ‏.